# Les Pirogues des hautes terres

Les Pirogues des hautes terres est un téléfilm français réalisé par Olivier Langlois, diffusé le 6 avril 2013 sur France 3.

## Synopsis
Le 10 octobre 1947, les cheminots de la gare de Thiès, au Sénégal, cessent le travail. Le ton monte entre les grévistes et la Régie des chemins de fer, dirigée par Albert Hauterive. Sokna, une jeune fille du cru, elle-même fille de cheminot et brillante élève de l'Ecole normale grâce à la bourse qu'elle doit à la famille Hauterive, tombe amoureuse d'Abdou, chef de file du mouvement de grève et syndicaliste. C'est dans ce contexte que débarque Pierre-Marie, jeune médecin militaire, qui prend rapidement le parti des cheminots. Ce film retrace le récit des événements à travers les regards croisés de Sokna, d'Abdou et Pierre-Marie.

## Fiche technique
- Réalisation : Olivier Langlois
- Scénario : Sophie Deschamps et Olivier Langlois
- Production : Françoise Castro et Philippe Perrin
- Musique : Éric Neveux
- Image : Jean-Max Bernard
- Montage : Aurique Delannoy
- Decors : Pascal Chatton
- Durée : 85 minutes
- Genre : téléfilm historique
- Date de première diffusion : 6 avril 2013 sur France 3

## Distribution
- Claire Simba : Sokhna
- Oumar Diaw : Abdou
- Robinson Stévenin : Pierre-Marie
- Pascale Arbillot : Yvonne Hauterive
- Antoine Chappey : Albert Hauterive
- Pascal Elso : Marcel
- Urbain Cancelier : René Barthes

## Festival
Ce téléfilm a été projeté en ouverture du Festival de télévision de Monte-Carlo 2012.